# MAME
MAME (Multiple Arcade Machine Emulator) er et program (findes både til Windows, Mac OS X og Linux), der simulerer en arkademaskine, som gør det muligt at emulere gamle arkadespil på moderne hardware.  Med MAME har man muligehed for at afvikle over 9700 arkadespil (pr. 15/05/2010) fra 1970'erne frem til i dag. Spil hentes som såkaldte roms, dog er det ulovligt at afvikle spil, man ikke ejer, medmindre de retmæssige ejere har angivet andet. Der findes en helt række roms hvor opretshaverne har givet tilladelse til brugen af disse, hvorved de frit kan benyttes.
Nogle vælger at bygge et kabinet til denne emulator, for at få den ægte arkade spillemaskine oplevelse – et såkaldt MAME-kabinet. Nogle vælger at lave et MAME kabinet i et eksisterende arkade kabinet og andre laver det helt fra bunden efter eget design.

## Eksterne links
- BYOAC – Stort community af MAME cabinet byggere
- Project MAME & WeeCade Guide til at bygge et MAME kabinet fra bunden
- Officiel MAME-hjemmeside